# Герреро, Владимир (младший)
Владимир Герреро Рамос-младший (исп. Vladimir Guerrero Ramos Jr., 16 марта 1999, Монреаль) — доминиканский и канадский бейсболист, игрок первой и третьей баз клуба Главной лиги бейсбола «Торонто Блю Джейс». Сын члена Зала бейсбольной славы Владимира Герреро. Участник Матча всех звёзд лиги 2021 года и обладатель приза его Самому ценному игроку.

## Карьера
Герреро-младший родился 16 марта 1999 года в Монреале, где его отец Владимир играл в составе «Экспос». Он вырос в Канаде и имеет гражданство страны, но затем переехал в Доминиканскую республику. Тренировал Владимира-младшего его дядя, также в прошлом игрок Главной лиги бейсбола, Вильтон Герреро. В детстве он начинал играть на позиции аутфилдера, но затем, из-за недостаточной силы броска, перешёл в инфилд.
В июле 2015 года Герреро в статусе международного свободного агента подписал контракт с клубом «Торонто Блю Джейс». Сумма подписного бонуса игроку составила 3,9 млн долларов США. Для получения необходимых средств клуб обменял в «Лос-Анджелес Доджерс» молодых питчеров Чейза де Йонга и Тима Локастро. Журнал Baseball America на тот момент ставил Владимира на первое место в списке молодых игроков-иностранцев.
В сезоне 2016 года он дебютировал в профессиональном бейсболе в составе «Блуфилд Блю Джейс». В чемпионате Аппалачской лиги Герреро отбивал с показателем 27,1 %. К 2018 году он продвинулся по системе клуба до уровня ААА-лиги. За сезон Владимир выбил двадцать хоум-ранов и набрал семьдесят восемь RBI в девяноста пяти играх. По итогам чемпионата его признали Игроком года в младших лигах.
В конце апреля 2019 года Владимир был вызван в основной состав «Торонто» и дебютировал в Главной лиге бейсбола. Тридцатого июня лига объявила, что Герреро примет участие в Хоум-ран Дерби в рамках Матча всех звёзд. Он стал самым молодым игроком, принявшим участие в конкурсе, превзойдя достижение Кена Гриффи. Всего он принял участие в 123 матчах регулярного чемпионата, отбивая с показателем 27,2 %, и выбил 15 хоум-ранов.
Старт сезона 2020 года был отложен на четыре месяца из-за пандемии COVID-19 и Герреро к его началу набрал лишний вес. Это вынудило тренеров перевести его на первую базу, где позиция менее требовательна к физической форме игрока. В ряде матчей его выпускали на поле в роли назначенного бьющего. В регулярном чемпионате Герреро отбивал с показателем 26,2 % и выбил девять хоум-ранов. Осенью он впервые сыграл в плей-офф Главной лиги бейсбола, куда «Блю Джейс» вышли впервые за четыре года. После завершения сезона он начал заниматься с персональным тренером и к концу апреля 2021 года похудел на 20 кг.
В течение первых трёх месяцев регулярного чемпионата 2021 года Герреро отбивал с показателем 33,9 %, выбив 26 хоум-ранов и набрав 66 RBI. В голосовании, определявшем участников Матча всех звёзд лиги, он получил 75 % голосов и занял место игрока первой базы в стартовом составе сборной Американской лиги. Его команда одержала победу со счётом 5:2. Герреро выбил хоум-ран в третьем иннинге и был назван Самым ценным игроком Матча всех звёзд, став самым молодым в истории обладателем этой награды. 